# شال (آرکانزاس)
شال (به انگلیسی: Schaal) یک منطقهٔ مسکونی در ایالات متحده آمریکا است که در شهرستان هوارد، آرکانزاس واقع شده‌است.